# Дартмур
Да́ртмур (англ. Dartmoor) — холмистая болотистая местность площадью около 954 км² в графстве Девоншир в Юго-Западной Англии, а также одноимённый национальный парк Великобритании.

## Природная среда
Ландшафт Дартмура представляет собой болотистые пустоши, среди которых разбросаны гранитные плоские холмы высотой от 10 до 600 метров. Поверхность болот покрыта слоем торфа, способного впитывать и сохранять значительные массы воды. Эта способность почв Дартмура накапливать воду служит начиная с XVI столетия водоснабжению местных городов и посёлков (в том числе Плимута). Безлесные болота, лежащие на высотах более 365 метров над уровнем моря и покрытые толстым торфянистым слоем, занимают 30 % всей территории региона. Здесь расположен самый южный в Великобритании национальный парк Дартмур, с влажным, мягким климатом. Здешняя флора богата папоротниками, хвощами и плаунами. В Средневековье весь район болот Дартмура был объявлен королевскими охотничьими угодьями. До нашего времени на пустошах этого края сохранились пасущиеся в полудиком состоянии дартмурские пони (англ.) — древнейшая раса пони Великобритании.

## История
В Дартмуре археологи находят многочисленные свидетельства доисторической жизнедеятельности человека — первобытные стоянки, неолитические поселения, дороги и святилища. Для Дартмура характерны древние мосты из обтёсанных гранитных плит, переброшенные через реки и ручьи. В пещерах близ города Торки обнаружены древнейшие следы пребывания человека на Британских островах. Многие археологические находки и места раскопок Дартмура относятся к бронзовому веку, то есть к периоду между 2000 и 500 годами до н. э. Здесь учёные обнаружили более 2000 сакральных каменных кругов, выложенных древними людьми (наиболее интересные — в Гримспаунде). Местное население той эпохи принадлежало к культуре колоколовидных кубков. Металлические изделия, в отличие от каменных, относящиеся ко временам этой культуры, как и человеческие останки, обнаруживаются достаточно редко — из-за специфической кислотности почв Дартмура. Кроме каменных кругов, в этой местности встречаются менгиры, указывающие, как правило, на древние захоронения. На вершинах холмов археологи находят святилища этого давно исчезнувшего народа Девона, а также укрепления, относящиеся к железному веку (например, Хембури Форт).
После завоевания Британии римлянами здесь был ими основан город Эксетер. С конца III по начало X века эти земли принадлежали королевству бриттов Думнония, после чего вошли в состав англосаксонского шира Девон. В период между 851 и 1003 годами территория Дартмура неоднократно подвергалась нападениям датчан и скандинавских викингов. После нормандского завоевания Англии в 1066 году здесь строились феодальные замки, вокруг которых со временем выросли города (Барнстапл, Тотнес, Лайдфорд и другие). В Средние века, начиная примерно с XII и вплоть до XIX века, в болотах Дартмура кустарным способом добывали олово, серебро, железную руду, медь, марганец. Через девонские порты, такие как Плимут, Барнстапл и Дартмут, вплоть до начала XIX века экспортировали добываемое в Дартмуре олово и производимые здесь ткани.

## Галерея

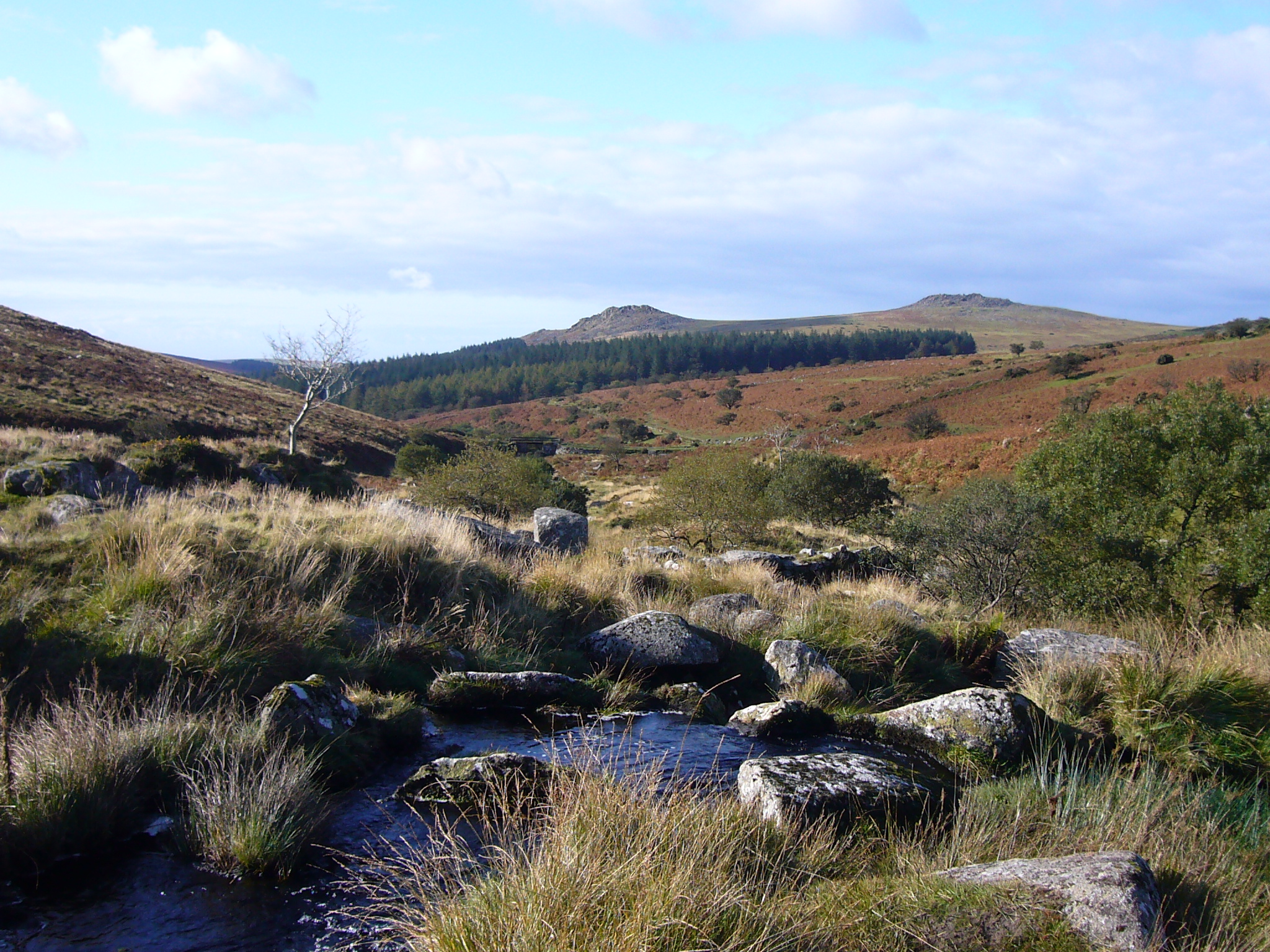
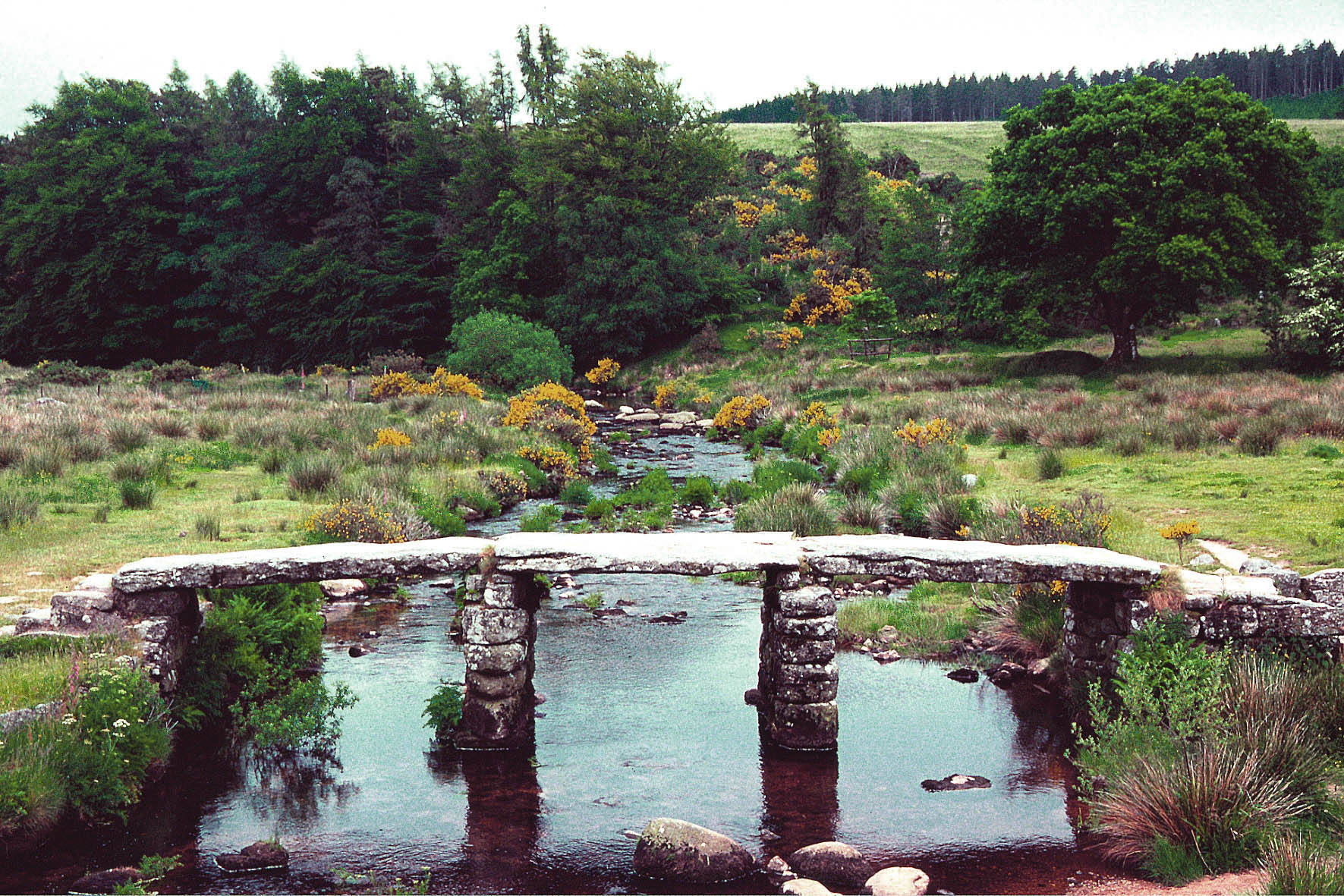
Мост из гранитных плит в Дартмуре
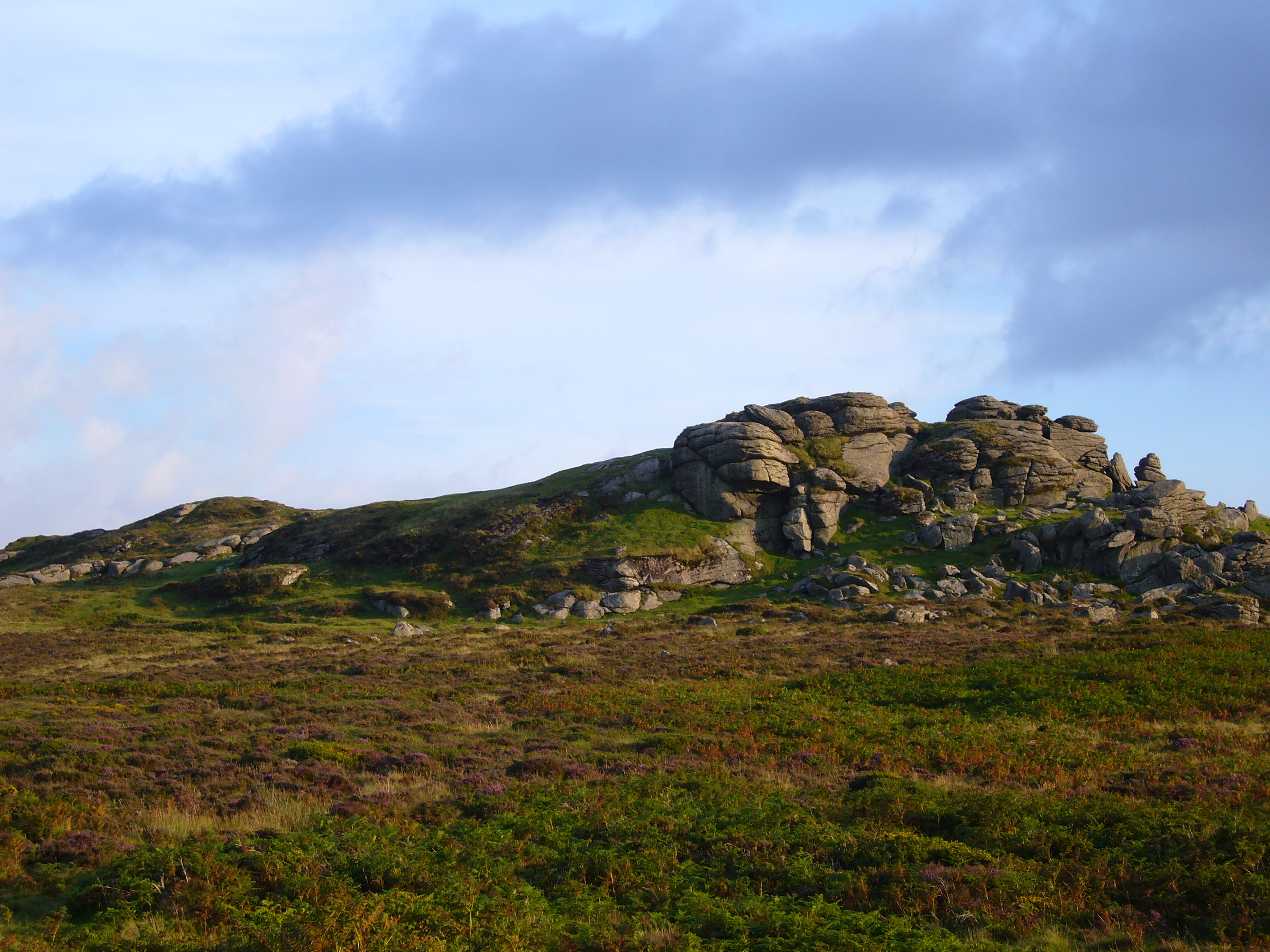
Горный выступ Saddle Tor
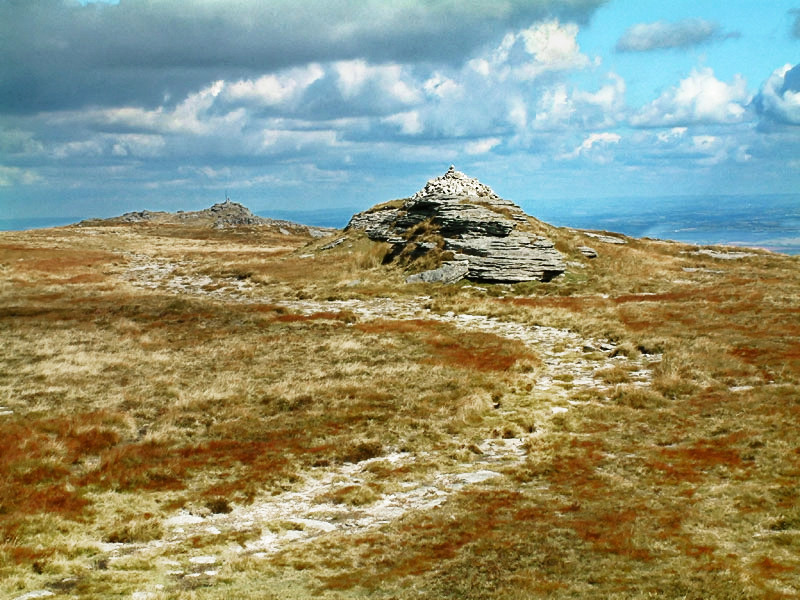
Горные выступы High Willhays (на переднем плане) и Yes Tor (сзади)
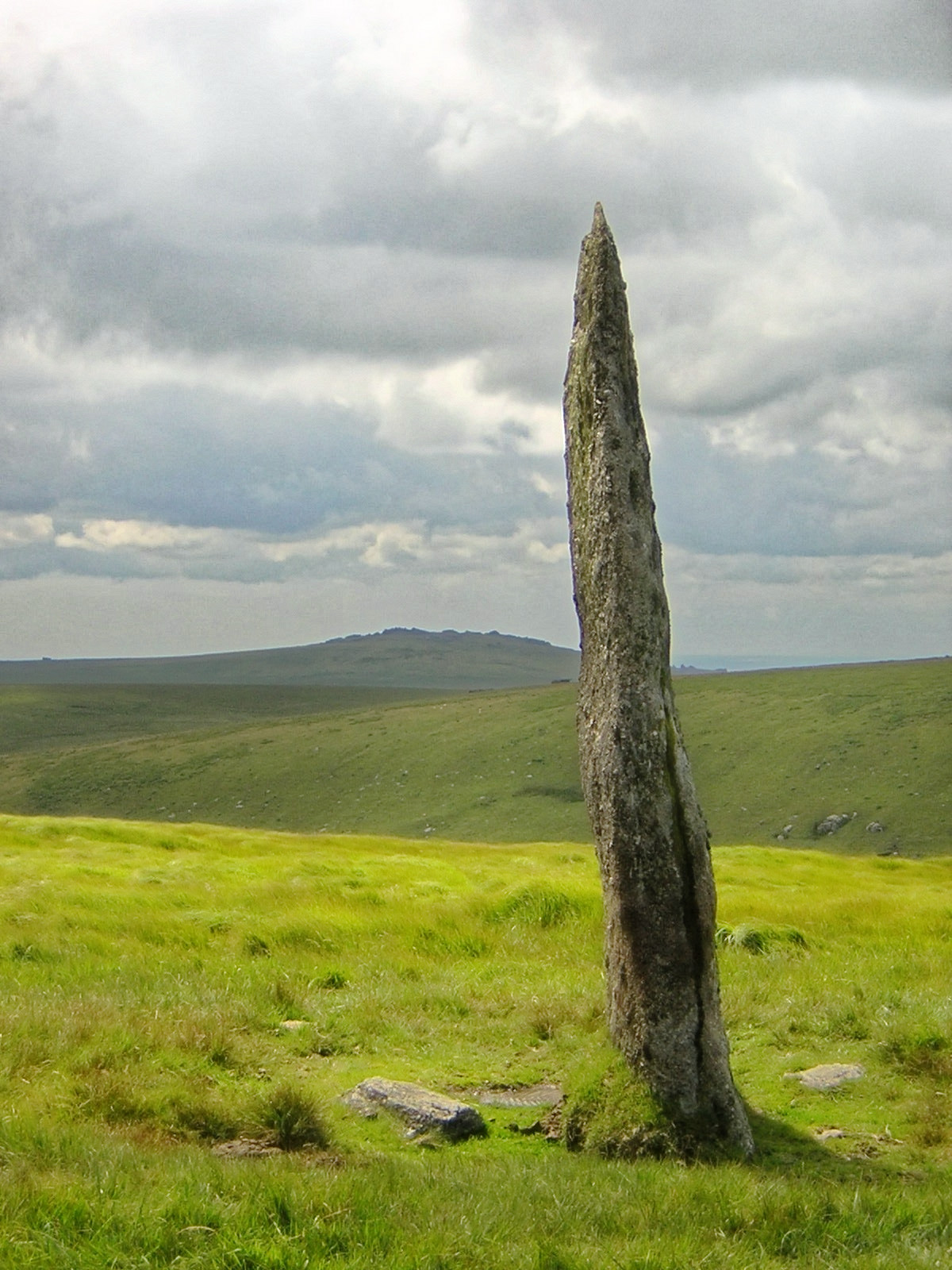
Бэрдаун Мен, один из менгиров Дартмура
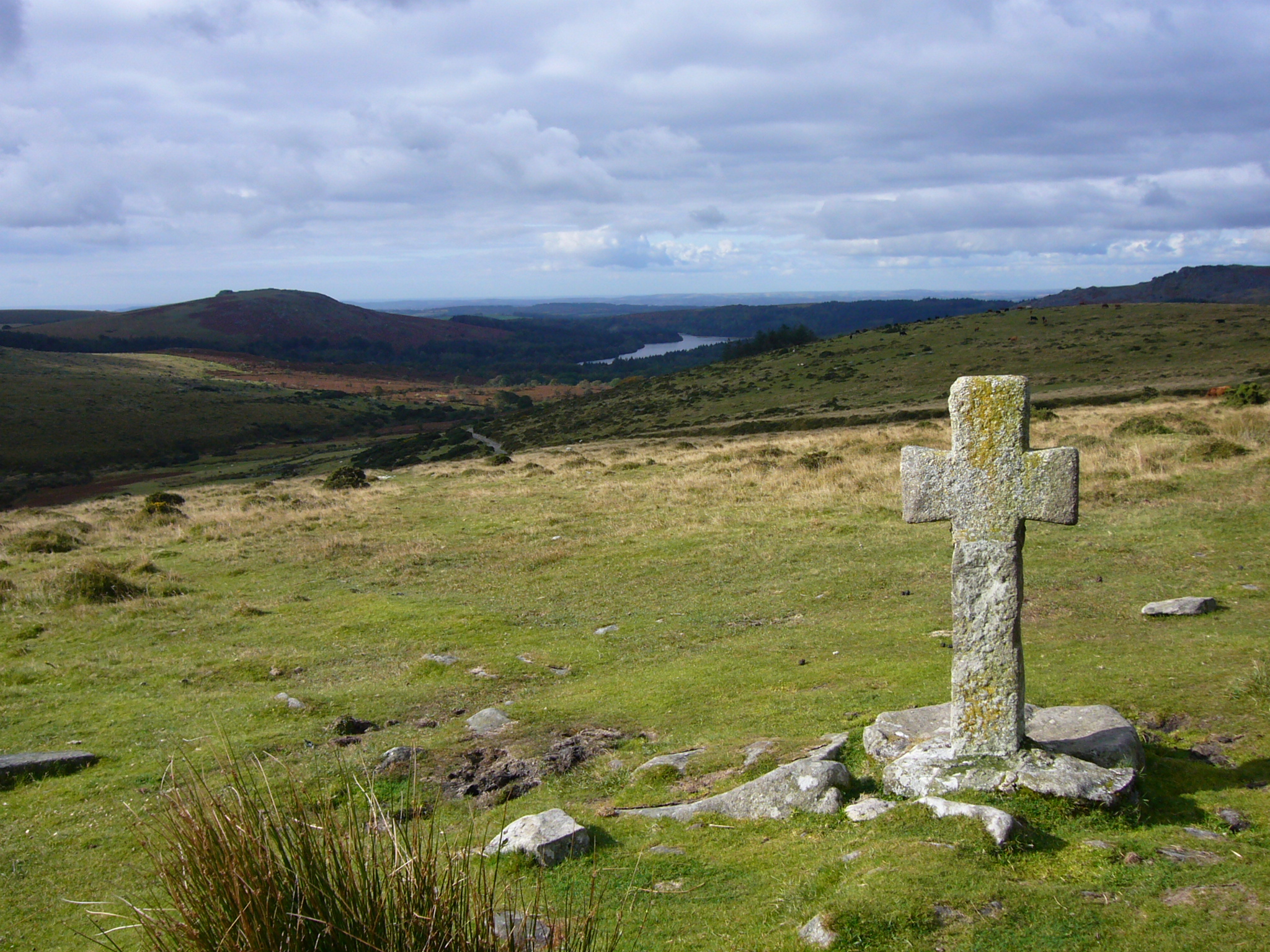
Древний каменный крест

|  |